# Georges Bambridge
Pour les articles homonymes, voir Bambridge.
Georges Bambridge, né le 1er juin 1887 à Hamuta, quartier de la commune de Pirae (Tahiti) et décédé le 19 janvier 1942 à Papeete, est un homme politique tahitien.

## Biographie
Georges Bambridge est le petit-fils de Thomas Bambridge, premier représentant de la famille Bambridge arrivé d'Angleterre en Polynésie. 
Il se lance dans le commerce avant d'être élu maire de Papeete en 1933. S'intéressant tout particulièrement à l'urbanisme de la ville, c'est sous son mandat qu'est effectuée la percée de l'avenue du prince Hinoi  et que survient le 2 septembre 1940 le ralliement des Établissements Français d'Océanie à la France Libre auquel il prend une part active. Il fait ainsi partie du gouvernement provisoire qui remplace le gouverneur Frédéric Chastenet de Géry, en attendant la nomination d'un nouveau gouverneur par le général de Gaulle.
Georges Bambridge s'éteint le 19 janvier 1942 d'une crise cardiaque.
Il est le père de Willy Bambridge (1911-1953), gardien de but au FC Sète puis au Stade rennais, ayant donné son nom à un stade de Papeete.

## Fonctions et mandats
- Août 1933 - 27 juin 1941 : Maire de Papeete
- 2 septembre - 14 septembre 1940 : membre du Gouvernement provisoire des Établissements Français d'Océanie

## Distinctions et hommages
- Une rue de Papeete porte son nom.